# Codici aeroportuali IATA - E

## EA-EL
- EAA Aeroporto civile, Eagle (Alaska), Stati Uniti d'America
- EAB Aeroporto civile, Abbse, Yemen
- EAE Aeroporto civile, Emae, Vanuatu
- EAM Aeroporto civile, Nejran, Arabia Saudita
- EAN Aeroporto civile, Wheatland Phifer, Stati Uniti d'America
- EAP Aeroporto di Basilea-Mulhouse-Friburgo "Euroaeroporto", Basilea/Mulhouse/Friburgo, Francia
- EAR Aeroporto civile regionale, Kearney, Stati Uniti d'America
- EAS Aeroporto Fuenterrabia, San Sebastián, Spagna
- EAT Aeroporto civile, Wenatchee, Stati Uniti d'America
- EAU Chippewa Valley Regional Airport, Eau Claire, Stati Uniti d'America
- EBA Aeroporto di Marina di Campo, Monte Calamita/Isola d'Elba, Italia
- EBB Aeroporto Internazionale di Entebbe, Uganda
- EBD Aeroporto civile, El Obeid, Sudan
- EBG Aeroporto civile, El Bagre, Colombia
- EBJ Aeroporto civile, Esbjerg, Danimarca
- EBM Aeroporto civile, El Borma, Tunisia
- EBN Aeroporto civile, Ebadon, Stati Uniti d'America
- EBO Aeroporto civile, Ebon, Isole Marshall, Stati Uniti d'America
- EBR Aeroporto civile, Baton Rouge Downtown, Stati Uniti d'America
- EBS Aeroporto civile, Webster City, Stati Uniti d'America
- EBU Aeroporto di Saint-Etienne Bouthéon, Saint-Étienne, Francia
- EBW Aeroporto civile, Ebolowa, Camerun
- ECA Aeroporto civile, East Tawas Iosco Cty, Stati Uniti d'America
- ECG Aeroporto Elizabeth City Coast Guard Air Station, Elizabeth City, Stati Uniti d'America
- ECH Aeroporto civile, Echuca, Australia
- ECN Aeroporto civile, Ercan, Cipro
- ECO Aeroporto civile, El Encanto, Colombia
- ECR Aeroporto civile, El Charco, Colombia
- ECS Aeroporto civile, Newcastle Mondell, Stati Uniti d'America
- EDA Aeroporto civile, Edna Bay (Alaska), Stati Uniti d'America
- EDB Aeroporto civile, Eldebba, Sudan
- EDD Aeroporto civile, Erldunda, Australia
- EDE Aeroporto civile, Edenton, Stati Uniti d'America
- EDF Aeroporto Elmendorf Air Force Base, Anchorage, Stati Uniti d'America
- EDI Aeroporto Turnhouse, Edimburgo, Regno Unito
- EDK Aeroporto civile, El Dorado, Stati Uniti d'America
- EDL Aeroporto civile, Eldoret, Kenya
- EDM Aeroporto civile, La Roche-sur-Yon-Les Ajoncs, Francia
- EDO Aeroporto civile, Edremit, Turchia
- EDQ Aeroporto civile, Erandique, Honduras
- EDR Aeroporto civile, Edward River (Queensland), Australia
- EDW Aeroporto Edwards Air Force Base, Edwards, Stati Uniti d'America
- EED Aeroporto civile, Needles, Stati Uniti d'America
- EEK Aeroporto civile, Eek (Alaska), Stati Uniti d'America
- EEN Aeroporto Dillant-Hopkins, Keene, Stati Uniti d'America
- EFB Aeroporto civile, Eight Fathom Bight, Stati Uniti d'America
- EFD Aeroporto Ellington Field, Houston, Stati Uniti d'America
- EFG Aeroporto civile, Efogi, Papua Nuova Guinea
- EFK Aeroporto civile, Newport, Stati Uniti d'America
- EFL Aeroporto civile, Cefalonia, Grecia
- EFW Aeroporto civile, Jefferson, Stati Uniti d'America
- EGA Aeroporto civile, Engati, Papua Nuova Guinea
- EGC Aeroporto Roumaniere, Bergerac, Francia
- EGE Aeroporto regionale Eagle County, Vail/Eagle, Stati Uniti d'America
- EGI Aeroporto Eglin Air Force Auxiliary Base Number 3/Duke Field, Crestview, Stati Uniti d'America
- EGL Aeroporto Air Base, Neghelli, Etiopia
- EGM Aeroporto civile, Sege, Isole Salomone
- EGN Aeroporto civile, Geneina, Sudan
- EGN Aeroporto civile, El Geneina, Sudan
- EGO Aeroporto Internazionale di Belgorod, Russia
- EGP Aeroporto civile, Eagle Pass (Texas), Stati Uniti d'America
- EGS Aeroporto civile, Fljótsdalshérað, Islanda
- EGV Aeroporto civile, Eagle River, Stati Uniti d'America
- EGX Aeroporto civile, Egegik (Alaska), Stati Uniti d'America
- EHL Aeroporto civile, El Bolsón, Argentina
- EHM Aeroporto Airways Facilities Sector LRRS, Cape Newenham (Alaska), Stati Uniti d'America
- EHT Aeroporto civile, East Hartford Rentschler, East Hartford, Stati Uniti d'America
- EIA Aeroporto civile, Eia, Papua Nuova Guinea
- EIE Aeroporto civile, Enisejsk, Russia
- EIH Aeroporto civile, Einasleigh, Australia
- EIL Aeroporto civile, Fairbanks Eielson AFB, Stati Uniti d'America
- EIN Aeroporto di Eindhoven, Eindhoven, Paesi Bassi
- EIS Aeroporto civile, Tortola/Beef Island, Isole Vergini britanniche
- EIW Aeroporto Sounty Memorial, New Madrid, Stati Uniti d'America
- EIY Aeroporto civile, Ein Yahav, Israele
- EJA Aeroporto civile, Barrancabermeja/Yarigüies, Colombia
- EJH Aeroporto civile, Wedjh, Arabia Saudita
- EKA Aeroporto civile, Eureka (California), Stati Uniti d'America
- EKB Aeroporto civile, Ekibastūz, Kazakistan
- EKD Aeroporto civile, Elkedra, Australia
- EKE Aeroporto civile, Ekereku, Guyana
- EKI Aeroporto civile, Elkhart, Stati Uniti d'America
- EKN Aeroporto Elkins-Randolph County-Jennings Randolph Field, Elkins, Stati Uniti d'America
- EKO Aeroporto J.C. Harris Field, Elko (Nevada), Stati Uniti d'America
- EKT Aeroporto civile, Eskilstuna, Svezia
- EKX Aeroporto civile, Elizabethtown/Fort Knox, Stati Uniti d'America
- ELA Aeroporto civile, Eagle Lake, Stati Uniti d'America
- ELB Aeroporto civile, El Banco San Bernad, Colombia
- ELC Aeroporto civile, Elcho Island, Australia
- ELD Aeroporto El Dorado Goodwin Field, El Dorado, Stati Uniti d'America
- ELE Aeroporto civile, El Real, Panama
- ELF Aeroporto civile, El Fasher, Sudan
- ELG Aeroporto civile, El Golea, Algeria (sito informativo)
- ELH Aeroporto civile, North Eleuthera, Eleuthera, Bahamas
- ELI Aeroporto civile, Elim (Alaska), Stati Uniti d'America
- ELJ Aeroporto civile, El Recreo, Colombia
- ELK Aeroporto civile, Elk City, Stati Uniti d'America
- ELL Aeroporto civile, Ellisras, Sudafrica
- ELM Aeroporto Regionale Elmira/Corning, Elmira/Corning, Stati Uniti d'America
- ELN Aeroporto Bowers Field, Ellensburg, Stati Uniti d'America
- ELO Aeroporto civile, Eldorado, Argentina
- ELP Aeroporto Internazionale di El Paso, El Paso, Stati Uniti d'America
- ELQ Aeroporto Gassim International, Gassim, Arabia Saudita
- ELS Aeroporto Ben Shoeman, East London, Sudafrica
- ELT Aeroporto civile, Tour Sinai City, Egitto
- ELU Aeroporto Guemar, El Oued, Algeria (sito informativo)
- ELV Aeroporto civile, Elfin Cove (Alaska), Stati Uniti d'America
- ELW Aeroporto civile, Ellamar, Stati Uniti d'America
- ELY Aeroporto Yelland Field, Ely, Stati Uniti d'America
- ELZ Aeroporto civile, Wellsville, Stati Uniti d'America

## EM-EZ
- EMA Aeroporto Castle Donnington, East Midlands - Nottingham/Derby, Regno Unito
- EMB Aeroporto civile, San Francisco Embarkadero, Stati Uniti d'America
- EMD Aeroporto civile, Emerald (Queensland), Australia
- EME Aeroporto civile, Emden, Germania
- EMG Aeroporto civile, Empangeni, Sudafrica
- EMI Aeroporto civile, Emirau, Papua Nuova Guinea
- EMK Aeroporto civile, Emmonak (Alaska), Stati Uniti d'America
- EMM Aeroporto civile, Kemmerer, Stati Uniti d'America
- EMN Aeroporto civile, Néma, Mauritania
- EMO Aeroporto civile, Emo, Papua Nuova Guinea
- EMP Aeroporto Municipal, Emporia (Kansas), Stati Uniti d'America
- EMS Aeroporto civile, Embessa, Papua Nuova Guinea
- EMT Aeroporto civile, El Monte (California), Stati Uniti d'America
- EMX Aeroporto civile, El Maiten, Argentina
- EMY Aeroporto civile, Minya, Egitto
- ENA Aeroporto Kenai Municipal, Kenai (Alaska), Stati Uniti d'America
- ENB Aeroporto civile, Eneabba, Australia
- END Aeroporto civile, Vance AFB / Enid (Oklahoma), Stati Uniti d'America
- ENE Aeroporto civile, Ende, Indonesia
- ENF Aeroporto civile, Enontekiö, Finlandia
- ENH Aeroporto civile, Enshi, Cina
- ENI Aeroporto civile, El Nido, Filippine
- ENJ Aeroporto civile, El Naranjo, Guatemala
- ENK Aeroporto St. Angelo, Enniskillen, Regno Unito
- ENL Aeroporto civile, Centralia Municipal, Stati Uniti d'America
- ENN Aeroporto Municipal, Nenana, Stati Uniti d'America
- ENO Aeroporto civile, Encarnación, Paraguay
- ENQ Aeroporto civile, Coronel E. Soto Cano Ab, Honduras
- ENS Aeroporto Twente, Enschede, Paesi Bassi
- ENT Aeroporto civile, Eniwetak Island, Stati Uniti d'America
- ENU Aeroporto civile, Enugu, Nigeria
- ENV Aeroporto Wendover, Wendover (Utah), Stati Uniti d'America
- ENW Aeroporto Kenosha Regional, Kenosha, Wisconsin, Stati Uniti d'America
- ENY Aeroporto civile, Yan'an, Cina
- EOH Aeroporto Enrique Olaya Herrera, Medellín, Colombia
- EOI Aeroporto civile, Eday, Regno Unito
- EOK Aeroporto Municipal, Keokuk (Iowa), Stati Uniti d'America
- EOR Aeroporto civile, El Dorado, Venezuela
- EOS Aeroporto civile, Neosho (Missouri), Stati Uniti d'America
- EOZ Aeroporto civile, Elorza, Venezuela
- EPG Aeroporto civile, Weeping Water Browns, Stati Uniti d'America
- EPH Aeroporto Municipal, Ephrata (Washington), Stati Uniti d'America
- EPI Aeroporto civile, Epi, Vanuatu
- EPK Aeroporto RAF OPS Center, Episkopi, Cipro
- EPL Aeroporto Mirecourt, Épinal, Francia
- EPN Aeroporto civile, Epena, Congo
- EPR Aeroporto civile, Esperance (Western Australia), Australia
- EPT Aeroporto civile, Eliptamin, Papua Nuova Guinea
- EQS Aeroporto civile, Esquel (CB), Argentina
- ERA Aeroporto civile, Erigavo, Somalia
- ERB Aeroporto civile, Ernabella, Australia
- ERC Aeroporto Erzincan Air Base, Erzincan, Turchia
- ERD Aeroporto civile, Berdjans'k, Ucraina
- ERE Aeroporto civile, Erave, Papua Nuova Guinea
- ERF Aeroporto Bindersleben, Erfurt, Germania
- ERH Aeroporto civile, Errachidia / Er Rachidia, Marocco
- ERI Aeroporto Erie International, Erie (Pennsylvania), Stati Uniti d'America
- ERM Aeroporto civile, Erechim (RS), Brasile
- ERN Aeroporto civile, Eirunepé, Brasile
- ERR Aeroporto civile, Errol, Stati Uniti d'America
- ERS Aeroporto di Windhoek-Eros, Windhoek, Namibia
- ERT Aeroporto civile, Erdenet, Mongolia
- ERU Aeroporto civile, Erume, Papua Nuova Guinea
- ERV Aeroporto Municipal, Kerrville (Texas), Stati Uniti d'America
- ERZ Aeroporto Erzurum Airport / Air Base, Erzurum, Turchia
- ESA Aeroporto civile, Esa'ala, Papua Nuova Guinea
- ESB Aeroporto di Esenboğa, Ankara, Turchia
- ESC Aeroporto Delta County, Escanaba (Michigan), Stati Uniti d'America
- ESD Aeroporto civile, Eastsound / Orcas Island (Washington), Stati Uniti d'America
- ESE Aeroporto civile, Ensenada El Cipres, Messico
- ESF Aeroporto Alexandria Esler Field Regional, Alexandria (Louisiana), Stati Uniti d'America
- ESG Aeroporto civile, Mariscal Estigarribia, Paraguay
- ESH Aeroporto civile, Shoreham By Sea, Regno Unito
- ESI Aeroporto civile, Espinosa, Brasile
- ESK Aeroporto Eskişehir Air Base, Eskişehir, Turchia
- ESL Aeroporto civile, Ėlista, Russia
- ESM Aeroporto General Rivadeneira, Esmeraldas, Ecuador
- ESN Aeroporto civile, Easton / Newman / Fld (Maryland), Stati Uniti d'America
- ESO Aeroporto civile, Española, Stati Uniti d'America
- ESP Aeroporto civile, East Stroudsburg Pocono, Stati Uniti d'America
- ESR Aeroporto San Salvador Internacional, El Salvador / Comalapa, El Salvador
- ESS Aeroporto Regional Met. Center, Essen, Germania
- EST Aeroporto Municipal, Estherville (Iowa), Stati Uniti d'America
- ESW Aeroporto civile, Easton State, Stati Uniti d'America
- ETB Aeroporto civile, West Bend, Stati Uniti d'America
- ETD Aeroporto civile, Etadunna, Australia
- ETE Aeroporto civile, Genda Wuha, Etiopia
- ETE Aeroporto civile, Metema, Etiopia
- ETH Aeroporto J. Hozman, Eilat, Israele
- ETN Aeroporto civile, Eastland, Stati Uniti d'America
- ETS Aeroporto civile, Enterprise, Stati Uniti d'America
- ETZ Aeroporto Frescaty, Metz / Nancy, Francia
- EUA Aeroporto civile, ʻEua, Tonga
- EUC Aeroporto civile, Eucla, Australia
- EUE Aeroporto civile, Eureka (Nevada), Stati Uniti d'America
- EUF Aeroporto civile, Eufaula (Alabama), Stati Uniti d'America
- EUG Aeroporto Mahlon Sweet Field, Eugene, Stati Uniti d'America
- EUM Aeroporto civile, Neumuenster, Germania
- EUN Aeroporto Hassan I, El Ayun, Marocco
- EUX Aeroporto F.D. Roosevelt, Sint Eustatius, Antille olandesi
- EVA Aeroporto civile, Evadale Landing, Stati Uniti d'America
- EVD Aeroporto civile, Eva Downs, Australia
- EVE Aeroporto civile, Evenes, Norvegia
- EVG Aeroporto civile, Sveg, Svezia
- EVH Aeroporto civile, Evans Head, Australia
- EVM Aeroporto Automatic Weather Observing / Reporting System, Eveleth Municipal (Minnesota), Stati Uniti d'America
- EVN Aeroporto Internazionale Zvartnots, Erevan, Armenia
- EVV Aeroporto Regional, Evansville (Indiana) / Owensboro (Kentucky), Stati Uniti d'America
- EVW Aeroporto Evanston-Uinta County Burns Field, Evanston (Wyoming), Stati Uniti d'America
- EVX Aeroporto Fauville, Évreux, Francia
- EWB Aeroporto civile, New Bedford (Massachusetts), Stati Uniti d'America
- EWE Aeroporto civile, Ewer, Indonesia
- EWI Aeroporto civile, Enarotali, Indonesia
- EWK Aeroporto Automatic Weather Observing / Reporting System, Newton (Kansas), Stati Uniti d'America
- EWN Aeroporto Craven County Regional, New Bern, Stati Uniti d'America
- EWO Aeroporto civile, Ewo, Congo
- EWR Aeroporto Internazionale di Newark-Liberty, Newark, Stati Uniti d'America
- EXI Aeroporto civile, Excursion Inlet (Alaska), Stati Uniti d'America
- EXM Aeroporto civile, Exmouth Gulf, Australia
- EXT Aeroporto di Exeter, Exeter, Regno Unito
- EYL Aeroporto di Yélimané, Guidimé, Mali
- EYP Aeroporto civile, El Yopal, Colombia
- EYR Aeroporto civile, Yerington, Stati Uniti d'America
- EYS Aeroporto civile, Eliye Springs, Kenya
- EYW Aeroporto Key West International, Key West (Florida), Stati Uniti d'America
- EZE Aeroporto Ezeiza - Ministro Pistarini, Buenos Aires, Argentina
- EZS Aeroporto civile, Elâzığ, Turchia